# 白岩政寿
白岩 政寿（しらいわ まさとし、1957年3月5日 - 2022年2月17日）は、秋田県仙北郡角館町出身で伊勢ヶ濱部屋に所属した元大相撲力士。現役引退後は死去するまで若者頭をつとめた。本名は佐藤 政敏（さとう まさとし）。182cm、110kg。最高位は東十両7枚目。得意技は左四つ、上手投げ。

## 経歴
本人が語るところによると、相撲をはじめたきっかけは、中学2年の夏休みに器械体操で鉄棒から落下して負傷したことであった。両手首を脱臼骨折し、二学期中も学校を早退して通院しており、帰宅後に九月場所を見て興味を持った。体操をするには身体が大きかったこともあり、相撲界に入門する夢を抱いた佐藤少年であったが、担任の妻が大曲農業高校の教員であったことから進学して相撲部部員になることを勧められたという。大曲農業高校では相撲部に所属し、高校3年のときに国体に出場しており、当時の若島津と対戦している。またインターハイでは琴藤沢に準々決勝で負けてしまい、ベスト8の成績に終わった。相撲部屋からのスカウトは来ず、大学の相撲部から勧誘を受けていたが、当時の大卒での入門はトップではないと出来ないと考えており、大相撲入りの夢を叶えることを望んだ。そのため、監督が後援会員を通じて伊勢ヶ濱部屋に取り次いでいる。
1975年1月場所に初土俵。同じ場所の同期生は14人、栃纏と栃泉が関取昇進している。四股名の命名は部屋のマネージャーで、他の部屋に佐藤の名前で土俵に上がっている力士がいたため、実家の住所にあった地名「白岩」で届けを出した後の事後報告というかたちであった。
初土俵から1年で幕下に昇進したが、軽量だったことが災いして幕下に定着できなかった。1978年に入ると、幕下でも勝ち越すようになり、1979年頃から幕下上位に定着し、十両昇進を期待される。そして、1983年1月場所に十両昇進を果たした。左四つからの上手投げを得意としたが、上手投げに拘るきらいがあり、十両では苦戦した。
引退を考え始めた頃、若者頭には20年ほど新規採用がなかった。しかし嗣子鵬が採用され、相撲界に残る気があるかと師匠に聞かれたことからまだ採用枠があったことが分かった。1987年8月に採用の連絡があったことから、同年9月場所限りで引退し、若者頭に就任。その後、伊勢ヶ濱部屋の閉鎖にともない、桐山部屋から朝日山部屋、浅香山部屋と転属し、2022年3月に停年退職の予定だったが、2022年2月17日、腹部大動脈瘤破裂のため埼玉県内の病院で死去。64歳没。
定年退職予定だった3月5日に、日本相撲協会の公式YouTubeにて直前の1月場所に収録済みであったインタビュー動画が公開された。角界入りのきっかけ、6代・7代伊勢ヶ濱（照國・清國）の頃の伊勢ヶ濱部屋での現役時代について話しており、「生まれ変わったらもう一度相撲に挑戦したい」と相撲への熱い思いを語る言葉を遺していた。定年後も浅香山部屋に顔を出したりスカウトに携わるつもりであったという。
息子の1人は京都大学相撲部の監督。

## 主な成績
- 通算成績：301勝280敗7休  勝率.518
- 十両成績：35勝70敗  勝率.333
- 現役在位：77場所
- 十両在位：7場所
- 各段優勝
  - 幕下優勝：1回（1983年3月場所）

### 場所別成績
| | 一月場所 初場所（東京） | 三月場所 春場所（大阪） | 五月場所 夏場所（東京） | 七月場所 名古屋場所（愛知） | 九月場所 秋場所（東京） | 十一月場所 九州場所（福岡） |
| --- | ----------------------- | ----------------------- | ----------------------- | --------------------------- | ----------------------- | --------------------------- |
| 1975年 （昭和50年） | （前相撲）              | 東序ノ口15枚目 6–1      | 西序二段54枚目 4–3      | 東序二段35枚目 4–3          | 東序二段14枚目 5–2      | 東三段目64枚目 4–3          |
| 1976年 （昭和51年） | 西三段目49枚目 3–4      | 東三段目61枚目 3–4      | 東三段目74枚目 3–4      | 西三段目85枚目 7–0          | 西幕下60枚目 4–3        | 東幕下47枚目 3–4            |
| 1977年 （昭和52年） | 東幕下58枚目 2–5        | 東三段目22枚目 5–2      | 西幕下53枚目 2–5        | 西三段目15枚目 4–3          | 東三段目4枚目 3–4       | 東三段目12枚目 6–1          |
| 1978年 （昭和53年） | 東幕下35枚目 2–5        | 東幕下51枚目 2–5        | 西三段目12枚目 6–1      | 西幕下38枚目 6–1            | 東幕下15枚目 4–3        | 東幕下11枚目 5–2            |
| 1979年 （昭和54年） | 東幕下5枚目 2–5         | 西幕下19枚目 4–3        | 西幕下13枚目 4–3        | 東幕下11枚目 5–2            | 西幕下3枚目 4–3         | 東幕下2枚目 2–5             |
| 1980年 （昭和55年） | 西幕下14枚目 4–3        | 東幕下10枚目 4–3        | 西幕下8枚目 5–2         | 東幕下3枚目 2–5             | 東幕下17枚目 3–4        | 西幕下24枚目 4–3            |
| 1981年 （昭和56年） | 東幕下16枚目 3–4        | 西幕下22枚目 5–2        | 西幕下10枚目 3–4        | 東幕下16枚目 5–2            | 東幕下8枚目 3–4         | 西幕下12枚目 1–6            |
| 1982年 （昭和57年） | 東幕下38枚目 6–1        | 東幕下13枚目 6–1        | 東幕下3枚目 4–3         | 西幕下筆頭 3–4              | 西幕下7枚目 4–3         | 西幕下5枚目 5–2             |
| 1983年 （昭和58年） | 東十両13枚目 3–12       | 東幕下9枚目 優勝 7–0    | 西十両10枚目 8–7        | 西十両8枚目 8–7             | 東十両7枚目 6–9         | 西十両9枚目 6–9             |
| 1984年 （昭和59年） | 西十両10枚目 2–13       | 東幕下9枚目 2–5         | 東幕下28枚目 3–4        | 西幕下37枚目 6–1            | 東幕下17枚目 5–2        | 東幕下7枚目 3–4             |
| 1985年 （昭和60年） | 西幕下13枚目 5–2        | 東幕下5枚目 5–2         | 東幕下筆頭 5–2          | 西十両9枚目 2–13            | 東幕下11枚目 5–2        | 西幕下5枚目 3–4             |
| 1986年 （昭和61年） | 東幕下12枚目 1–6        | 東幕下41枚目 5–2        | 東幕下26枚目 5–2        | 東幕下17枚目 3–4            | 東幕下27枚目 4–3        | 西幕下17枚目 3–4            |
| 1987年 （昭和62年） | 東幕下26枚目 4–3        | 東幕下18枚目 2–5        | 東幕下41枚目 4–3        | 東幕下31枚目 2–5            | 西幕下55枚目 引退 0–0–7 | x                           |
| 各欄の数字は、「勝ち-負け-休場」を示す。 優勝 引退 休場 十両 幕下 三賞：敢=敢闘賞、殊=殊勲賞、技=技能賞 その他：★=金星 番付階級：幕内 - 十両 - 幕下 - 三段目 - 序二段 - 序ノ口 幕内序列：横綱 - 大関 - 関脇 - 小結 - 前頭（「#数字」は各位内の序列） |                         |                         |                         |                             |                         |                             |

## 改名歴
- 白岩 政寿（しらいわ まさとし）1975年1月場所 - 1987年9月場所